# Siegfried Oechsle
Siegfried Oechsle (* 28. Januar 1956 in Burtenbach) ist ein deutscher Musikwissenschaftler.

## Leben
Oechsle studierte Musikwissenschaft, Kunstgeschichte und Philosophie an den Universitäten in Kiel und Kopenhagen, 1985 M. A. an der Universität Kiel mit seinen Studien zum symphonischen Frühwerk Niels W. Gades. Anschließend wirkte er als Wissenschaftlicher Mitarbeiter am Musikwissenschaftlichen Institut. 1989 wurde er mit der Arbeit Symphonik nach Beethoven: Studien zu Schubert, Schumann, Mendelssohn und Gade promoviert.
Nach seiner Habilitation 1995 (Bachs Arbeit am strengen Satz: Studien zum Kantatenwerk) war er zunächst Oberassistent, dann ab 1999 Professor für Musikwissenschaft an der Universität Kopenhagen (Nachfolge John Bergsagel). 2001 erhielt er den Ruf auf den Lehrstuhl für Musikwissenschaft als Ordinarius für Musikwissenschaft an der Christian-Albrechts-Universität zu Kiel (Nachfolge Friedhelm Krummacher). Seit 2011 ist er ordentliches Mitglied der Academia Europaea. Er ist Mitglied der Königlich Dänischen Akademie der Wissenschaften.

## Festschrift
- Kathrin Kirsch/Alexander Lotzow (Hrsg.): "Music is different - isn't it?" Bedeutungen und Bedingungen musikalischer Autonomie. Festschrift für Siegfried Oechsle zum 65. Geburtstag (= Kieler Schriften zur Musikwissenschaft, Bd. 57). Bärenreiter, Kassel 2021, ISBN 978-3-7618-2491-7.